# Pöfögőfutóformák

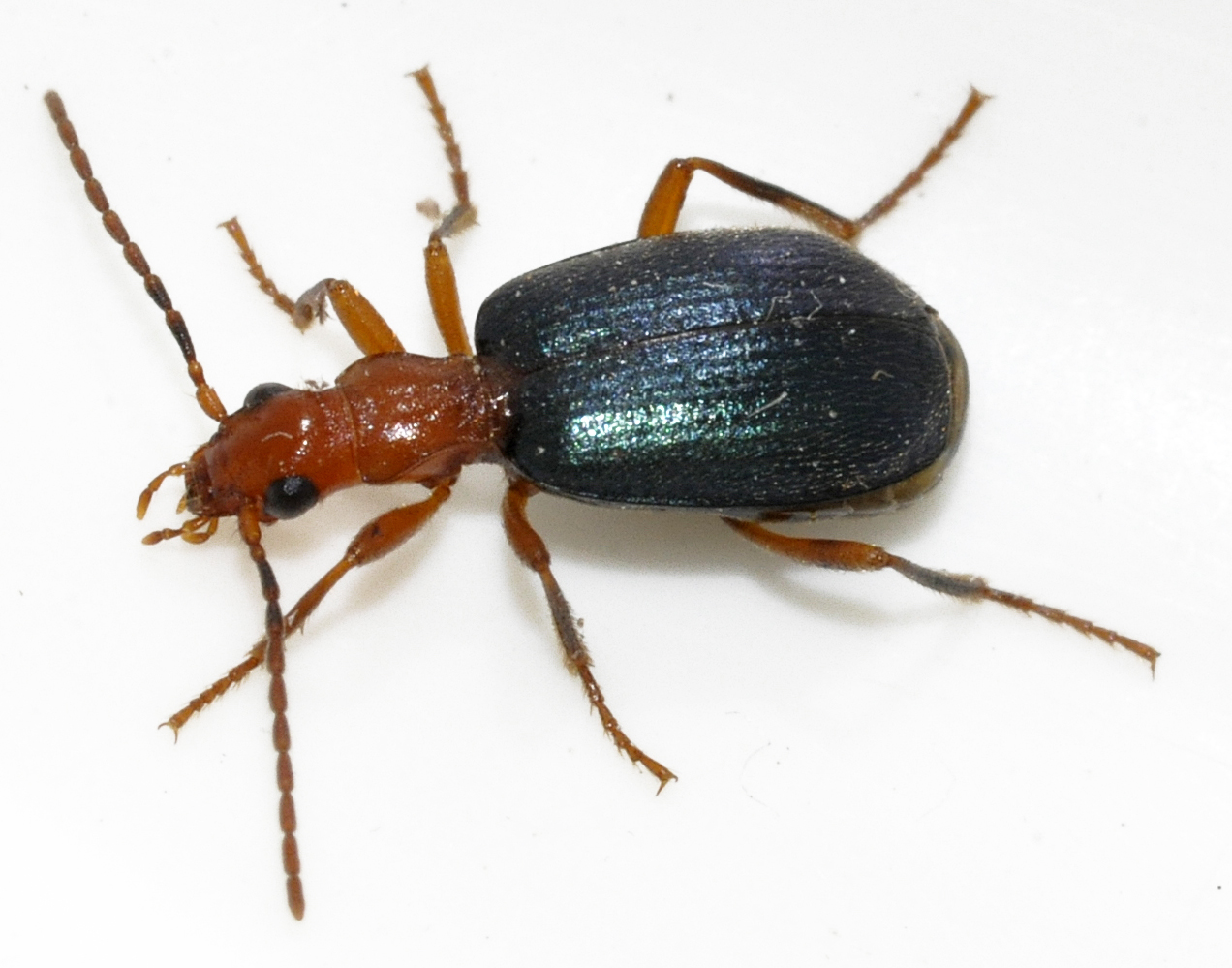
Kis pöfögőfutó (Brachinus explodens)

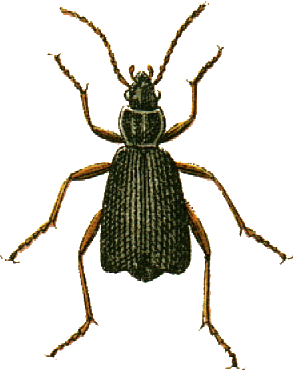
Közönséges tüzérfutó (Aptinus bombarda)

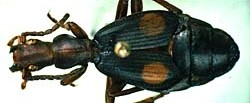
Crepidogaster bioculata

A pöfögőfutó-formák (Brachininae) a ragadozó bogarak (Adephaga) alrendjébe sorolt futóbogárfélék (Carabidae) családjának egyik alcsaládja a különböző szerzők szerint egy-két nemzetség mintegy 14 nemével.

## Származásuk, elterjedésük
Az alcsaládból Magyarországon 2 nem 9 faja, illetve alfaja honos:
1. tüzérfutó (Aptinus) nem  Bonelli, 1810 (= tüzérbogár)
- közönséges tüzérfutó (Aptinus bombarda) Illiger, 1800

2. pöfögőfutó (Brachinus) nem Weber, 1801 (= pöfögőfutrinka)
- kétfoltos pöfögőfutó (Brachinus bipustulatus) Quensel, 1806
- nagy pöfögőfutó (Brachinus crepitans) L., 1758
- bordás pöfögőfutó (Brachinus ejaculans) Fischer von Waldheim, 1828
- mezei pöfögőfutó (Brachinus elegans) Chaudoir, 1842 (= B. ganglbaueri Apfelbeck, 1904)
- feketelábú pöfögőfutó (Brachinus nigricornis) Gebler, 1829
- kis pöfögőfutó (Brachinus explodens) Duftschmid, 1812
- pajzsfoltos pöfögőfutó (Brachinus plagiatus) Reiche, 1868
- pompás pöfögőfutó (Brachinus psophia) Audinet-Serville, 1821

## Rendszertani felosztásuk
Egyes szerzők az alcsaládot két nemzetségbe — pöfögőfutó-rokonúakra (Brachinini) és Crepidogastrini) bontják. A fajokat nagyjából 14 nembe osztják be:
- Aptinoderus
- tüzérfutó (Aptinus)
- Brachinulus
- pöfögőfutó (Brachinus)
- Brachynillus
- Crepidogaster
- Crepidogastrillus
- Crepidogastrinus
- Crepidolomus
- Crepidonellus
- Mastax
- Pheropsophus
- Styphlodromus
- Styphlomerus